# Bodrogkisfalud
Bodrogkisfalud község Borsod-Abaúj-Zemplén vármegye Tokaji járásában.

## Fekvése
A Bodrog folyó jobb partján fekszik, Tokaj közelében, a vármegye székhelyétől, Miskolctól 48 kilométerre keletre.
A környező települések közül déli szomszédjával, Bodrogkeresztúrral teljesen összenőtt - egy utca választja el a két települést 1,2 kilométeren át, ezért lényegében nincs is távolság közöttük. Szegi 1, Szegilong 3 kilométerre fekszik, a legközelebbi városok közül Tokaj 7, Rakamaz 11, Szerencs 14, Sárospatak pedig 25 kilométerre található.

### Megközelítése
Legfontosabb közúti elérési útvonala a 37-es főút, ezen közelíthető meg Miskolc és Sárospatak felől is. Korábban érintette a 38-as főút is, de az ma már a települést elkerülve halad; a régi nyomvonal mellékútként a 3838-as útszámozást viseli. Főutcája a Bodrogkeresztúrtól egészen Sárospatakig húzódó 3801-es út.
A hazai vasútvonalak közül a települést a Hatvan–Miskolc–Szerencs–Sátoraljaújhely-vasútvonal érinti, melynek egy megállási pontja van itt, Bodrogkeresztúr vasútállomás, a belterület déli széle közelében, közvetlenül a 3801-es út mellett.

## Története
Először 1220-ban említik Kysfalud néven. 1317-ben már egyházi tulajdon volt, 1459-ben pedig már Tokajhoz tartozott. A törökök kifosztották és felégették Kisfaludot és a környező falvakat is. 1567-ben lakói visszatértek és újra felépítették a falut.
A Rákóczi-szabadságharc idején a falu újra elnéptelenedett, de nem sokkal később újra benépesült magyarokkal, valamint szlovákokkal és ruszinokkal, akik viszonylagosan gyorsan beolvadtak a magyar lakosságba. Az 1784-es népszámlálás adatai szerint 964 lakosa volt a falunak. 1788-ban rengetegen áldozatul estek az éhínségnek, a 19. század elején pedig az éhínségen kívül járványok is pusztítottak.
A 20. században az egészségügyi állapotok javultak, a lakosságszám stabilizálódott. 1902-ben a falu körjegyzőségi székhely lett. 1950-ben egyesítették a szomszédos Szegi községgel, 1951-től a Bodrogszegi nevet viselte. 1991-ben a két település újra különvált.

## Közélete

### Polgármesterei
- 1991–1994: Dr. Gáspár Huba
- 1994–1998: Tóth András (független)[3]
- 1998–2002: Valler József (független)[4]
- 2002–2006: Valler József (független)[5]
- 2006–2010: Valler József (független)[6]
- 2010–2012: Valler József (független)[7]
- 2012–2014: Ádám László (független)[8]
- 2014–2015: Ádám László (független)[9]
- 2016–2019: Ádám László (független)[10]
- 2019–2024: Balogh Sándor (független)[11]
- 2024– : Balogh Sándor (független)[1]

A településen 2012. augusztus 12-én időközi polgármester-választást tartottak, az előző polgármester lemondása miatt.
Alig több mint három évvel később, 2016. január 24-én újból időközi polgármester-választást (és képviselő-testületi választást) kellett tartani a községben, ezúttal az előző képviselő-testület önfeloszlatása miatt. A választáson a hivatalban lévő polgármester is elindult, és négy jelölt közül sikerült is megerősítenie a pozícióját.

## Népesség
A település népességének változása:
| Lakosok száma | 872  | 844  | 840  | 878  | 776  | 781  | 770  |
|               | 2013 | 2014 | 2015 | 2021 | 2022 | 2023 | 2024 |

A 2001-es népszámlálás adatai szerint a településnek csak magyar lakossága volt.
A 2011-es népszámlálás során a lakosok 83,8%-a magyarnak, 3,1% cigánynak, 0,4% németnek, 0,3% szlováknak mondta magát (16,2% nem nyilatkozott; a kettős identitások miatt a végösszeg nagyobb lehet 100%-nál). A vallási megoszlás a következő volt: római katolikus 45,6%, református 10,4%, görögkatolikus 14,6%, felekezeten kívüli 7,2% (21,5% nem válaszolt).
2022-ben a lakosság 93,6%-a vallotta magát magyarnak, 1,3% cigánynak, 0,3% németnek, 0,3% örménynek, 0,1% ukránnak, 1,8% egyéb, nem hazai nemzetiségűnek (6,4% nem nyilatkozott; a kettős identitások miatt a végösszeg nagyobb lehet 100%-nál). Vallásuk szerint 30,9% volt római katolikus, 11,6% református, 11,1% görög katolikus, 1% egyéb keresztény, 0,1% izraelita, 10,8% felekezeten kívüli (34,3% nem válaszolt).

## Érdekességek
- A bodrogkisfaludi révnél forgatták A miskolci boniésklájd című 2004-es bűnügyi vígjáték egyes jeleneteit, azon helyszínek egyikeként, amelyeken a film főszereplőinek mintájául szolgáló bűnöző páros törvényszegő életszakaszának tényleges eseményei valóságosan is megtörténtek.
- Több más film egyes részleteit is itt forgatták, mint például a Sztrogoff Mihály televíziós sorozat bizonyos jeleneteit.